# Libomont
Libomont (lokale naam: Libômont) is een woonkern in de gemeente Weismes in de Belgische provincie Luik. Hoewel de gemeente strikt genomen Franstalig is zijn er faciliteiten voor Duitstaligen.

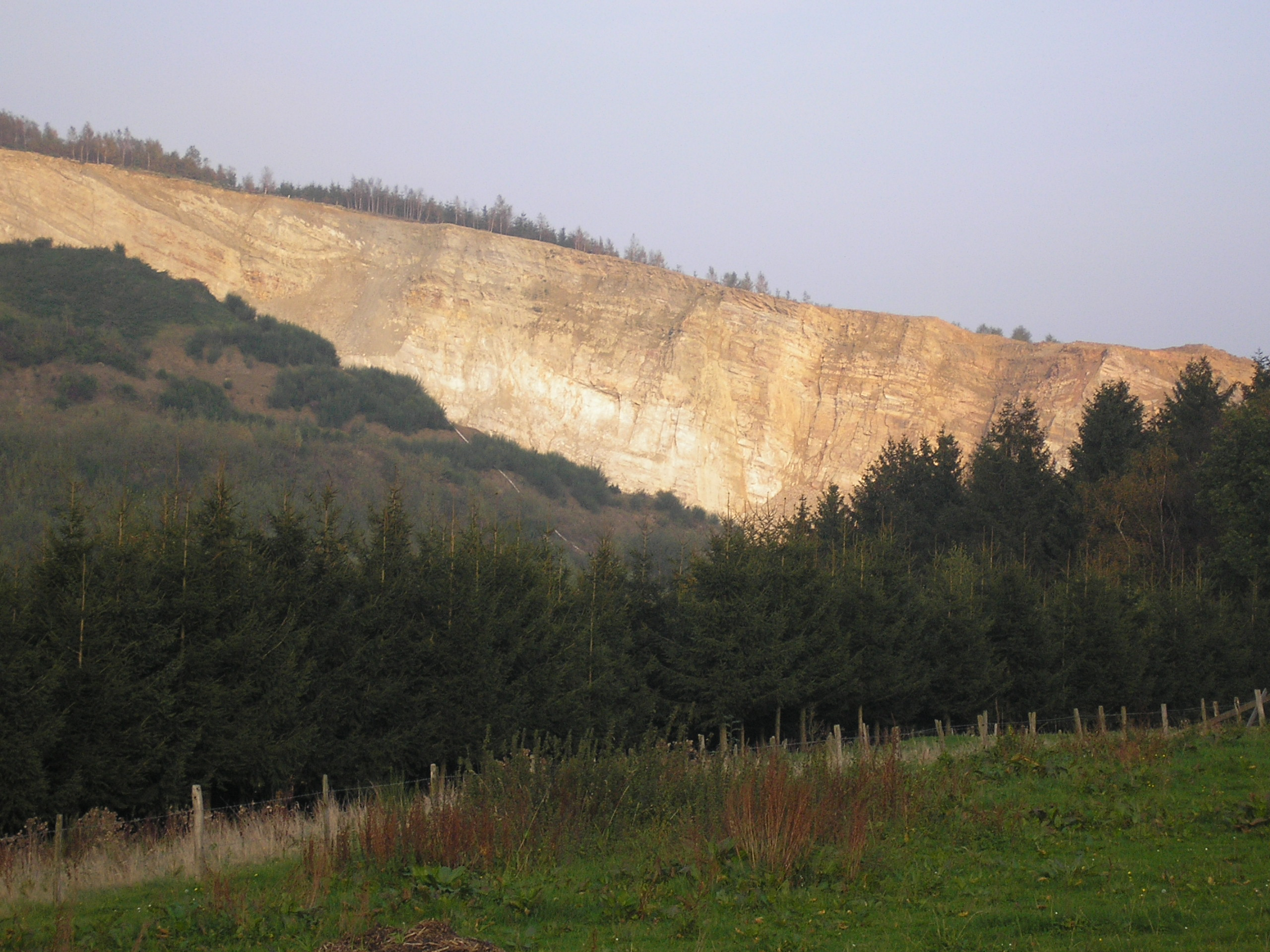
Berg bij Libomont